# Kozy
Kozy (německy Seiffersdorf nebo Seibersdorf, vilamovsky Zajwyśdiüf) jsou vesnice v jižním Polsku ve Slezském vojvodství v okrese Bílsko-Bělá tvořící samostatnou gminu. Leží na úpatí Malých Beskyd na řekách Kozówka, Pisarzówka, Czerwonka a Leśniówka, na západě sousedí s Bílskem-Bělou a na severovýchodě s městem Kęty. Probíhá tudy státní silnice č. 52 z Bílska-Bělé do Krakova a také stejnosměrná železniční trať se stanicí Kozy a zastávkou Kozy Zagroda.
Jedná se o nejlidnatější obec bez statusu města na území Polska a jednu z největších v celé Střední Evropě. K 31. 12. 2017 zde žilo 12 926 obyvatel, pro srovnání v nejmenším polském městě, Wiślici, pouze 503. Počet obyvatel stále stoupá kvůli poloze v suburbánní zóně Bílska-Bělé a s tím souvisejícímu stavebnímu boomu. Gmina Kozy zaujímá 5,8 % území okresu a tvoří 7,9 % jeho obyvatelstva.
První písemná zmínka o Kozách pochází z roku 1326. Původně existovaly Dolní a Horní Kozy, které byly po sloučení dlouho nazývány Dwiekozy, což dodnes připomínají dvě kozí hlavy v obecním znaku. Vesnice patřila Osvětimskému knížectví a s ním byla součástí nejdřív Českého království, poté v letech 1457–1772 Polska či polsko-litevské říše, a následně Habsburské monarchie. Z hlediska kulturně-geografického se řadí k Malopolsku, potažmo Západní Haliči.
K místním památkám patří novogotický kostel z roku 1902, klasicistní Czeczův zámek z 18. století se zámeckým parkem, v němž roste dvousetletý platan javorolistý, a také novobarokní Grabowského vila ze začátku 20. století, kde sídlí Fotovoltaická laboratoř Ústavu metalurgie a materiálového inženýrství Polské akademie věd.
Rozlehlá obec se děli na Centrum, Kozy Dolne na severu směrem k Pisarzowicím, Kozy Górne (Horní) na jihu pod horami, Kozy Małe na západě směrem k Bílsku-Bělé, Gaje na východě směrem k Bujakowu a Zagrodu na severovýchodě u hranice s Kęty. Na katastrálním území Koz leží čtyři vrcholy Malých Beskyd: Groniczek (833 m n. m.), Hrobacza Łąka (828 m n. m.) s turistickou chatou a 35 m vysokým jubilejním křížem z roku 2000, Gaiki (808 m n. m.) a Czupel (654 m n. m.). V Horních Kozách pod Hrobaczou Łąkou se nachází dříve největší průmyslový podnik v obci – kamenolom působící v letech 1912–1994.